# John I. (Bischof)
John († 20. Juni 1137) war Bischof von Rochester von 1125 bis zu seinem Tode.

## Leben
John war der Neffe des Erzbischofs von Canterbury, Ralph d’Escures. Im Jahre 1115 war er Erzdiakon in Canterbury.
Im Jahre 1125 wurde er zum Bischof von Rochester gewählt und am 24. Mai in Canterbury geweiht. 